# 인텔 코어 i3
인텔 코어 i3(영어: Intel Core i3)는 2010년 1월에 첫 출시된 인텔의 CPU에 대한 제품명이다. 가장 최근 출시된 제품인 i3 9100 시리즈의 코드네임은 커피레이크-R이다.

## 특징
인텔 코어 7세대까지의 i3의 특징은 코어 수는 물리적으로 2개이나 HT(하이퍼스레딩)기술이 있어 4개의 스레드를 가져 4개의 코어처럼 처리할 수 있다.(그러나 일반적인 쿼드코어의 성능을 다 발휘할 수 없으며 하이퍼스레딩으로 20%의 성능만 향상될 수 있었다.) 반면 쿼드코어인 인텔의 코어 i5 제품에 탑재된 터보 부스트 기술은 제외되었다. 8세대의 i3는 물리적으로 4개의 코어를 가지며, 9세대의 i3는 터보 부스터 기술까지 탑재하였다. 대신 9세대 그래픽 코어를 제거한 F 시리즈가 출시됨에 따라 i3도 그래픽코어를 제거한 모델이 출시되었다. i3의 CPU 설계 공정은 각각 32nm(클락데일 1세대), 32nm(샌디브릿지 2세대), 22nm(아이비브릿지, 하스웰 3,4 세대), 14nm(브로드웰, 스카이레이크, 카비레이크, 커피레이크)이며, GPU는 1세대 i3인 클락데일에서는 45nm 공정으로 따로 제조된 GPU다이가 같이 들어간다. 그러나 1세대 린필드 i5, i7 코어 시리즈 제품군에서 포함되지 않았다. 2011년 출시된 샌디브릿지 CPU부터는 한다이에 GPU를 포함하게 되었다.
GPU에 대해서는 GMA 시리즈를 개량한 HD Graphics시리즈가 탑재되고 있다. 성능이 어느정도 향상되었으나 이전과 마찬가지로 경쟁사AMD나 엔비디아의 그래픽 칩셋들보다는 3D 성능면에서 부족한 평가를 받는다. 그러나 최근 제품인 브로드웰 이후의 내장그래픽 성능은 AMD, 엔비디아의 엔트리급 외장그래픽들과 동등하거나 그이상의 성능을 보여주기도 한다. 동영상 가속에 대해서는 하스웰 이상의 내장그래픽에서 H.265/HEVC 또는 VP9 등의 UHD 영상에 쓰이는 코덱에 대한 하드웨어 가속을 불완전하게나마 지원한다. 현재 데스크탑용 모델은 i3 9100F 모델들이 출시되어 있고, 노트북용 모델은 i3 8xxx 모델들이 출시되어 있다.

## 제품
제품은 다음과 같다.
| 코드이름                | 상품명                       | 코어 | L3 캐시 | 소켓     | TDP    | 입출력버스                           |
| ----------------------- | ---------------------------- | ---- | ------- | -------- | ------ | ------------------------------------ |
| 클락데일                | 코어 i3-5xx                  | 2    | 4 MB    | LGA 1156 | 73 W   | 다이렉트 미디어 인터페이스, 내장 GPU |
| 애런데일                | 코어 i3-3xxM                 | 2    | 3 MB    | µPGA-989 | 25 W   | 다이렉트 미디어 인터페이스, 내장 GPU |
| 샌디브릿지 (데스크톱)   | 코어 i3-21xx                 | 2    | 3 MB    | LGA 1155 | 65 W   | 다이렉트 미디어 인터페이스, 내장 GPU |
| 샌디브릿지 (데스크톱)   | 코어 i3-21xxT                | 2    | 3 MB    | LGA 1155 | 35 W   | 다이렉트 미디어 인터페이스, 내장 GPU |
| 샌디브릿지 (모바일)     | 코어 i3-2xx0M                | 2    | 3 MB    | BGA-1023 | 35 W   | 다이렉트 미디어 인터페이스, 내장 GPU |
| 아이비브릿지 (데스크톱) | 코어 i3-32xx                 | 2    | 3 MB    | LGA 1155 | 65 W   | 다이렉트 미디어 인터페이스, 내장 GPU |
| 하스웰 (데스크톱)       | 코어 i3-41xxT, 코어 i3-43xxT | 2    | 3 MB    | LGA 1150 | 35 W   | 다이렉트 미디어 인터페이스, 내장 GPU |
| 하스웰 (데스크톱)       | 코어 i3-41xx, 코어 i3-43xx   | 2    | 4 MB    | LGA 1150 | 54 W   | 다이렉트 미디어 인터페이스, 내장 GPU |
| 하스웰 (모바일)         | 코어 i3-4xx0M                | 2    | 3 MB    | PGA 946  | 37 W   | 다이렉트 미디어 인터페이스, 내장 GPU |
| 하스웰 (모바일)         | 코어 i3-4xxxU                | 2    | 3 MB    | BGA 1168 | 15 W   | 다이렉트 미디어 인터페이스, 내장 GPU |
| 하스웰 (모바일)         | 코어 i3-40xxY                | 2    | 3 MB    | BGA 1168 | 11.5 W | 다이렉트 미디어 인터페이스, 내장 GPU |

## 같이 보기
- 인텔 코어
- 인텔 코어 2
- 인텔 코어 i5
- 인텔 코어 i7
- 인텔 코어 i3 마이크로프로세서 목록